# Нікітін Максим Костянтинович
Максим Костянтинович Нікітін (нар. 5 жовтня 1994, Харків, Україна) — український фігурист, що виступає у спортивних танцях на льоду в парі з Олександрою Назаровою, чемпіон Зимової Універсіади 2017.
Триразовий чемпіон України з фігурного катання у танцях на льоду (2015, 2017, 2018). Срібний призер зимових юнацьких Олімпійських ігор 2012 в Інсбруку, Австрія. Бронзовий призер Юніорського Чемпіонату світу з фігурного катання 2015 в Талліні, Естонія.
Учасник зимових Олімпійських ігор 2018 в Пхьончхані, Південна Корея, разом з Олександрою Назаровою.
Станом на 18 вересня 2019 року пара займає 27-е місце в рейтингу Міжнародного союзу ковзанярів (ІСУ).

## Біографія
Максим Нікітін народився 5 жовтня 1994 року в Харкові.
У 2012 році розпочав навчання у Харківській державній академії фізичної культури.

## Спортивна кар'єра
На початку кар'єри Максим Нікітін займався одиночним катанням. Згодом тренер Галина Чурілова поставила його у пару з Олександрою Назаровою.
Головним досягненням пари на юнацькому рівні була срібна нагорода на перших юнацьких Олімпійських іграх, що відбулися 2012 року в Інсбруку, Австрія.
У кінці сезону 2012–13, після турніру в Мілані, Галина Чурілова запропонувала їм перейти під керівництво Олександра Жуліноа та Олега Волкова, та переїхати в Москву, для подальшого спортивного розвитку.
У сезоні 2014–15 спортсмени дебютували на дорослому рівні. Пара вперше стала чемпіонами України, а також виграла бронзові нагороди на чемпіонаті світу серед юніорів. Свій перший чемпіонат Європи вони завершили одинадцятими, а чемпіонат світу сімнадцятими.
Перед початком сезону 2016–17 завершили роботу з Олександром Жуліном та перейшли під керівництво Ігоря Шпільбанда. На чемпіонаті України 2016 року здобувають чемпіонство після року перериву. На чемпіонаті Європи 2017 року встановлюють особистий рекорд в оригінальній програмі, довільній програмі та сумі загалом, завершивши змагання на 9 місці. Через тиждень пара стає чемпіонами зимової Універсіади 2017 року.
У 2018 році їх пара бере участь у зимових Олімпійських іграх 2018 в Пхьончхані, Південна Корея, де вони набрали за оригінальну програму 57.97 балів та посіли 21 місце. Це не дозволило Олександрі та Максиму продовжити виступ у довільній програмі (далі проходять лише 20 перших місць), проте спортсмени були досить задоволені своїм виступом.
24 лютого 2022 року вторгнення росії в Україну зустріли в рідному Харкові. Після потрапляння снаряду в сусідній будинок на третій день війни Олександра з мамою з Харкова виїхала до Польщі, Максим залишався в Харкові. В останній момент вирішили взяти участь в чемпіонаті світу, щоб розповісти світу правду про події в Україні та рідному Харкові. В ритмічному танці змінили музику на композиції Джамали "1944" та народну пісню у виконанні Андрія Хливнюка "Ой у лузі червона калина". Крім цього в першому варіанті музикального супроводу було використане 15- секундне звернення президента України Володимира Зеленського з закликом про мир та боротьбу до останнього, яке Міжнародний союз ковзанярів визнав політичною пропагандою та заборонив використовувати. В ритмічному танці виступали в футболках збірної України, де з сумою 67,70 балів посіли в підсумку 16 місце. Після виступу зал зустрічав фігуристів тривалими оваціями. З довільної програми знялись через неможливість поставити більш доречну до подій в країні програму.

## Програми
| Сезон     | Ритмічний танець | Довільна програма | Показовий виступ                              |
| --------- | --- | --- | --------------------------------------------- |
| 2007–2008 | | - Caravan |                                               |
| 2009–2010 | - Український народний танець | - Hi-De-Ho у виконанні K7 - This Business of Love - Hey Pachuco |                                               |
| 2010–2011 | - Padam, padam автор Едіт Піаф - Tango of Love виконавець Едвін Мартон | - Swing виконує Diablo Swing Orchestra - O'Clock Blues автор Ерік Клептон - Swing set з фільму "Юрський період 5" |                                               |
| 2011–2012 | - Cha Cha: Chilly Cha Cha Джессіка Джей - Самба: Mujer Latina у виконанні Thalía | - Lacrymosa у виконанні Evanescence |                                               |
| 2012–2013 | - Gotta Broken Heart автор Волтер Траут - Swing set | - Gopher Mambo - Habanera - Malambo |                                               |
| 2013–2014 | - Man With the Hex у виконанні Atomic Fireballs - Mack the Knife автор Курт Вайл | - Cabaret у виконанні Фреда Ебба і Джона Кандера | - Love The Way You Lie Емінем та Ріанна       |
| 2014–2015 | Дорослий рівень - Фламенко: Street Dance від Didulia Юніорський рівень - Samba Vocalizado у виконанні Лучано Перроне - Румба: Perfidia автор Джон Алтман - Samba Vocalizado у виконанні Лучано Перроне | - Escalier автор Хьюг Ле Барс - Air автор Йоганн Себастьян Бах - Tango Tchack автор Юг Ле Барс | - Jalousie автор Джейкоб Гад                  |
| 2015–2016 | - Вальс: The Blue Danube - Марш: Марш Радецького автор Йоганн Штраус | - Фантазія № 3 ре мінор автор Вольфганг Амадей Моцарт |                                               |
| 2016–2017 | - Блюз: Only You (And You Alone) автор Бак Рам у виконанні The Platters - Swing: Tutti Frutti у виконанні Little Richard                                                                               | - Droit de cité автор Рафаель Бо (Саундтрек до фільму «Micmacs») - Sur le mesure автор Хьюг Ле Барс - Diabolique автор Рафаель Бо (Саундтрек до фільму «Micmacs»)                                                                                                |                                               |
| 2017–2018 | - Румба: Chivirico у виконанні Переза Прадо - Мамбо: Cu-cu-rru-cu-cu- paloma - Mambo: La Pantera Mambo (Саундтрек до фільму «Рожева Пантера») автор Генрі Манчіні                                      | - Hoist the Colours (саундтрек до фільму «Пірати Карибського моря: На краю світу») автора Ганс Циммер - Jack Sparrow - Wheel of Fortune (саундтрек до фільму «Пірати Карибського моря: Скриня мерця») Ганса Ціммера - Tune of Pirates Ентоні Ларссон, Тоні Браун |                                               |
| 2018–2019 | - Танго: Cell Block Tango - Фокстрот: Увертюра - Фокстрот: All That Jazz (з мюзикла Чикаго) у виконанні Фреда Ебба і Джона Кандера                                                                     | - The Nightclub-Dance Suite - At the Millionaire's Home Чарлі Чаплін - The Adventurer Чарлі Чаплін і Карл Девіс - Titine Чарлі Чаплін |                                               |
| 2019–2021 | - Квікстеп: Увертюра - Блюз: Увертюра (з мюзиклу 42-а вулиця) у виконанні Гаррі Воррен, Ал Дубін хореограф Сергій Петухов                                                                              | - Prima Donna - Après la Pluie - Steppe у виконанні Рене Аубрі хореограф Сергій Петухов | - Нч яка місячна Олег Винник                  |
| 2021–2022 | - Блюз: Hit the Road Jack Персі Мейфілд у виконанні Маріани, Донді, Іггі хореограф Сергій Петухов | - Rivederti автор Маріо Біонді - Backstage Romance (з мюзиклу Мулен Руж) у виконанні Рікі Рохаса, Робіна Хердера хореограф Сергій Петухов | - Les Yeux Noirs (темні очі) PomplamooseMusic |
| 2021–2022 | * Блюз:1944 у виконанні Джамали Ой у лузі червона калина у виконанні Андрія Хливнюка | - Rivederti автор Маріо Біонді - Backstage Romance (з мюзиклу Мулен Руж) у виконанні Рікі Рохаса, Робіна Хердера хореограф Сергій Петухов | - Les Yeux Noirs (темні очі) PomplamooseMusic |

## Спортивні результати

### Серед дорослих
| Міжнародні змагання                            | Міжнародні змагання | Міжнародні змагання | Міжнародні змагання | Міжнародні змагання | Міжнародні змагання | Міжнародні змагання | Міжнародні змагання | Міжнародні змагання |
| Змагання/ Сезон                                | 14–15               | 15–16               | 16–17               | 17–18               | 18-19               | 19-20               | 20-21               | 21-22               |
| ---------------------------------------------- | ------------------- | ------------------- | ------------------- | ------------------- | ------------------- | ------------------- | ------------------- | ------------------- |
| Зимові Олімпійські ігри                        |                     |                     |                     | 21                  |                     |                     |                     | 20                  |
| Чемпіонати світу                               | 17                  | 19                  | 15                  | 15                  | 20                  | Скас.               | 20                  | 16 (к)              |
| Чемпіонати Європи                              | 11                  |                     | 9                   | 11                  |                     | 10                  |                     | 10                  |
| Етап Гран-прі: Skate America                   |                     | 7                   |                     | 6                   | 8                   |                     |                     |                     |
| Етап Гран-прі: Trophée de France               |                     |                     | 7                   |                     |                     |                     |                     |                     |
| Етап Гран-прі: NHK Trophy                      |                     |                     | 6                   | 9                   |                     |                     |                     | 8                   |
| Етап Гран-прі: Rostelecom Cup                  | 7                   |                     |                     |                     |                     |                     | 6                   |                     |
| Етап Гран-прі: Progressive Skate America       |                     |                     |                     |                     |                     |                     |                     |                     |
| Серія Челенджера: Golden Spin                  | 4                   |                     | 6                   |                     |                     |                     |                     |                     |
| Серія Челенджера: Tallinn Trophy               |                     | 6                   |                     |                     |                     |                     |                     |                     |
| Серія Челенджера: Ice Star                     |                     |                     |                     | 4                   |                     |                     |                     |                     |
| Серія Челенджера: Lombardia                    |                     |                     |                     | 3                   |                     |                     |                     |                     |
| Серія Челенджера: U.S. Classic                 |                     | 4                   |                     |                     |                     |                     |                     |                     |
| Серія Челенджера: Warsaw Cup                   | 2                   |                     |                     | 3                   |                     |                     |                     |                     |
| Серія Челенджера: Budapest Trophy              |                     |                     |                     |                     |                     |                     | 1                   |                     |
| Серія Челенджера: Denis Ten Memorial Challenge |                     |                     |                     |                     |                     |                     |                     | 2                   |
| Універсіада                                    |                     |                     | 1                   |                     |                     |                     |                     |                     |
| Кубок Ніцци                                    |                     |                     | 3                   | 5                   |                     |                     |                     |                     |
| Ice Star                                       |                     |                     | 1                   |                     |                     |                     |                     |                     |
| Кубок Санта Клауса                             |                     |                     |                     | 1                   |                     |                     |                     |                     |
| Кубок Віктора Петренка                         |                     |                     |                     |                     |                     |                     |                     | 1                   |
| Командні змагання                              |                     |                     |                     |                     |                     |                     |                     |                     |
| Зимові Олімпійські ігри                        |                     |                     |                     |                     |                     |                     |                     | 10                  |
| Національні змагання                           |                     |                     |                     |                     |                     |                     |                     |                     |
| Чемпіонат України                              | 1                   |                     | 1                   | 1                   |                     | 1                   | 1                   | 1                   |

### Серед юніорів
| Міжнародні юніорські змагання             | Міжнародні юніорські змагання | Міжнародні юніорські змагання | Міжнародні юніорські змагання | Міжнародні юніорські змагання | Міжнародні юніорські змагання | Міжнародні юніорські змагання | Міжнародні юніорські змагання | Міжнародні юніорські змагання |
| Змагання/ Сезон                           | 07–08                         | 08-09                         | 09–10                         | 10–11                         | 11–12                         | 12–13                         | 13–14                         | 14–15                         |
| ----------------------------------------- | ----------------------------- | ----------------------------- | ----------------------------- | ----------------------------- | ----------------------------- | ----------------------------- | ----------------------------- | ----------------------------- |
| Юніорські чемпіонати світу                |                               |                               |                               |                               |                               | 11                            | 5                             | 3                             |
| Юнацькі Олімпійські ігри                  |                               |                               |                               |                               | 2                             |                               |                               |                               |
| Фінал юніорського Гран-прі                |                               |                               |                               |                               |                               |                               | 5                             |                               |
| Юніорський етап Гран-прі: Австрія         |                               |                               |                               | 11                            |                               | 5                             |                               |                               |
| Юніорський етап Гран-прі: Хорватія        |                               |                               |                               |                               |                               | 5                             |                               |                               |
| Юніорський етап Гран-прі: Чехія           |                               |                               |                               |                               |                               |                               |                               | 4                             |
| Юніорський етап Гран-прі: Естонія         |                               |                               |                               |                               |                               |                               | 2                             | 3                             |
| Юніорський етап Гран-прі: Польща          |                               |                               |                               |                               |                               |                               | 2                             |                               |
| Юніорський етап Гран-прі: Велика Британія |                               |                               |                               | 7                             |                               |                               |                               |                               |
| Volvo Open                                |                               |                               |                               |                               |                               |                               | 2 Ю                           |                               |
| Кубок Стамбула                            |                               |                               |                               |                               | 5 Ю                           |                               |                               |                               |
| NRW Trophy                                | 1 Н                           |                               | 1 Н                           | 10 Ю                          | 5 Ю                           | 7 Ю                           |                               |                               |
| Кубок Санти                               |                               |                               |                               |                               | 8 Ю                           | 1 Ю                           |                               |                               |
| Національні змагання                      |                               |                               |                               |                               |                               |                               |                               |                               |
| Чемпіонат України серед юніорів           |                               | 8                             | 5                             | 5                             | 2                             | 1                             |                               |                               |

## Найкращі результати за сезонами
| Міжнародні змагання | Міжнародні змагання | Міжнародні змагання | Міжнародні змагання | Міжнародні змагання | Міжнародні змагання | Міжнародні змагання | Міжнародні змагання | Міжнародні змагання | Міжнародні змагання | Міжнародні змагання | Міжнародні змагання | Міжнародні змагання | Міжнародні змагання | Міжнародні змагання | Міжнародні змагання |
| Сезон               | 07–08               | 08-09               | 09–10               | 10–11               | 11–12               | 12–13               | 13–14               | 14–15               | 15–16               | 16–17               | 17–18               | 18-19               | 19-20               | 20-21               | 21-22               |
| ------------------- | ------------------- | ------------------- | ------------------- | ------------------- | ------------------- | ------------------- | ------------------- | ------------------- | ------------------- | ------------------- | ------------------- | ------------------- | ------------------- | ------------------- | ------------------- |
| Бали                | 49,57               | 117,48              | 124,94              | 103,89              | 131,68              | 137,48              | 140,33              | 155,89              | 135,6               | 165,62              | 178,96              | 156,16              | 200,97              | 201,42              | 190,96              |

## Галерея

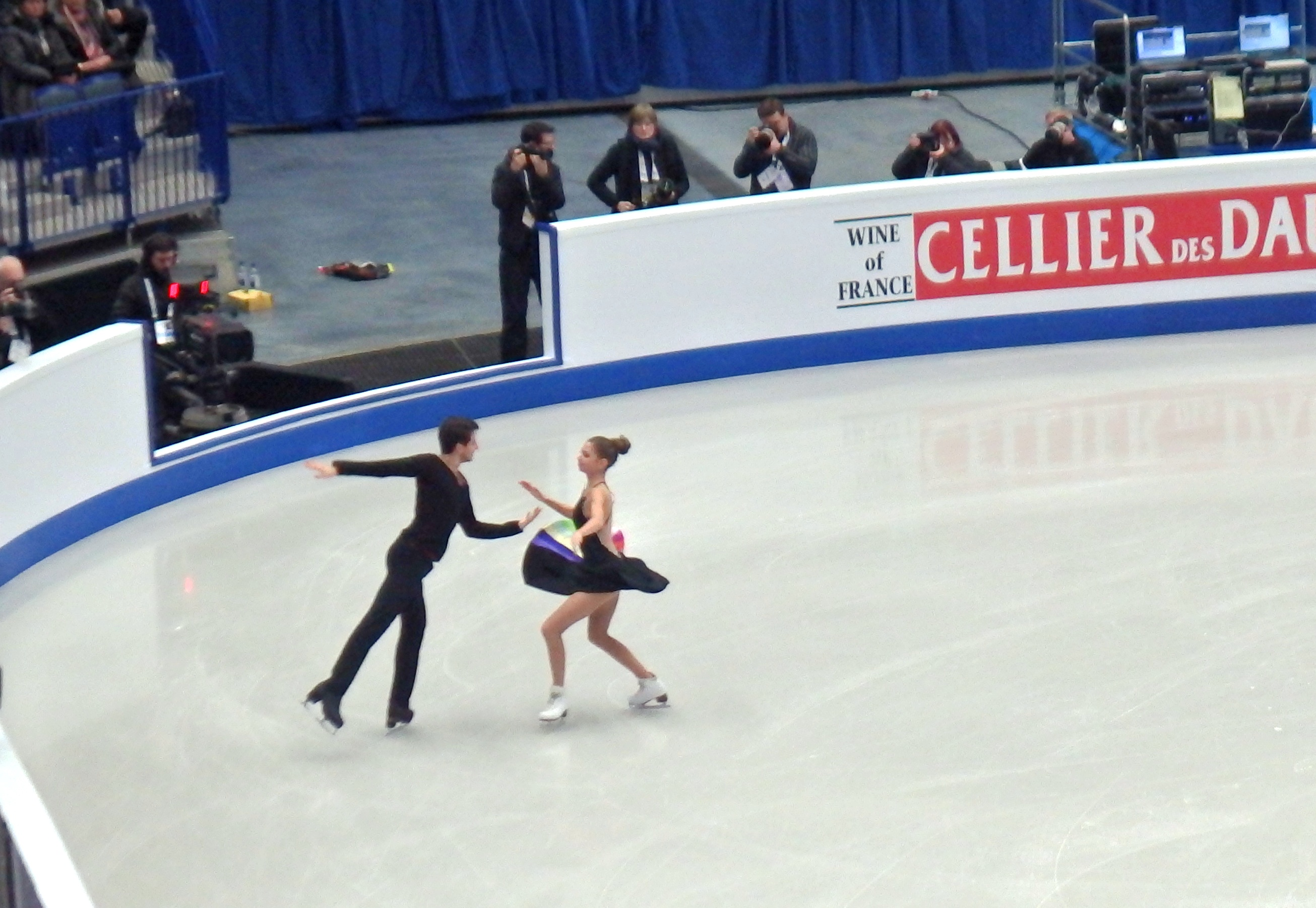
Олександра Назарова та Максим Нікітін  на Чемпіонаті Європи з фігурного катання 2017 в Остраві, Чехії.
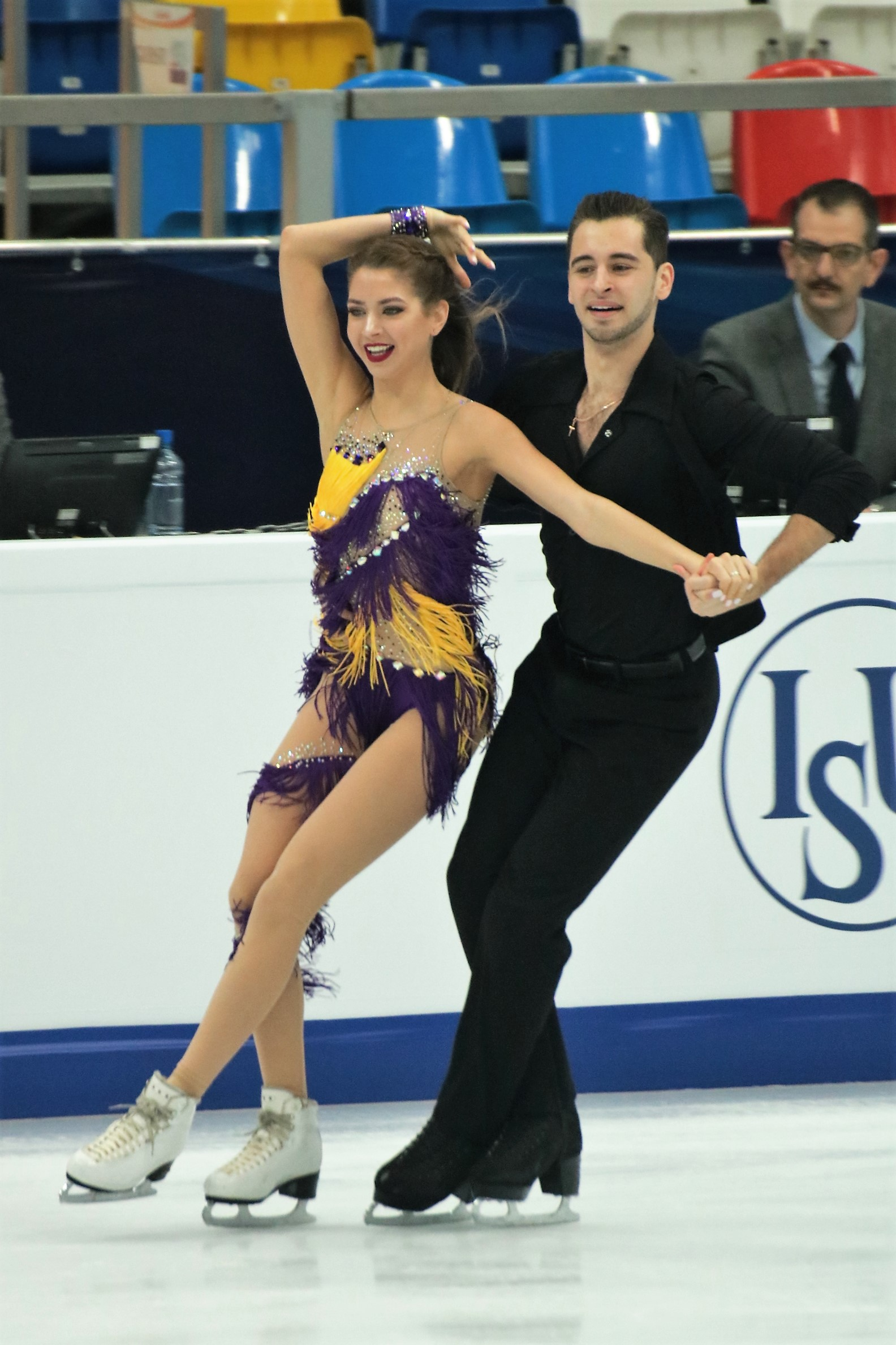
Олександра Назарова та Максим Нікітін  на Чемпіонаті Європи з фігурного катання 2018 в Москві, Росія. Оригынальна (коротка) програма.
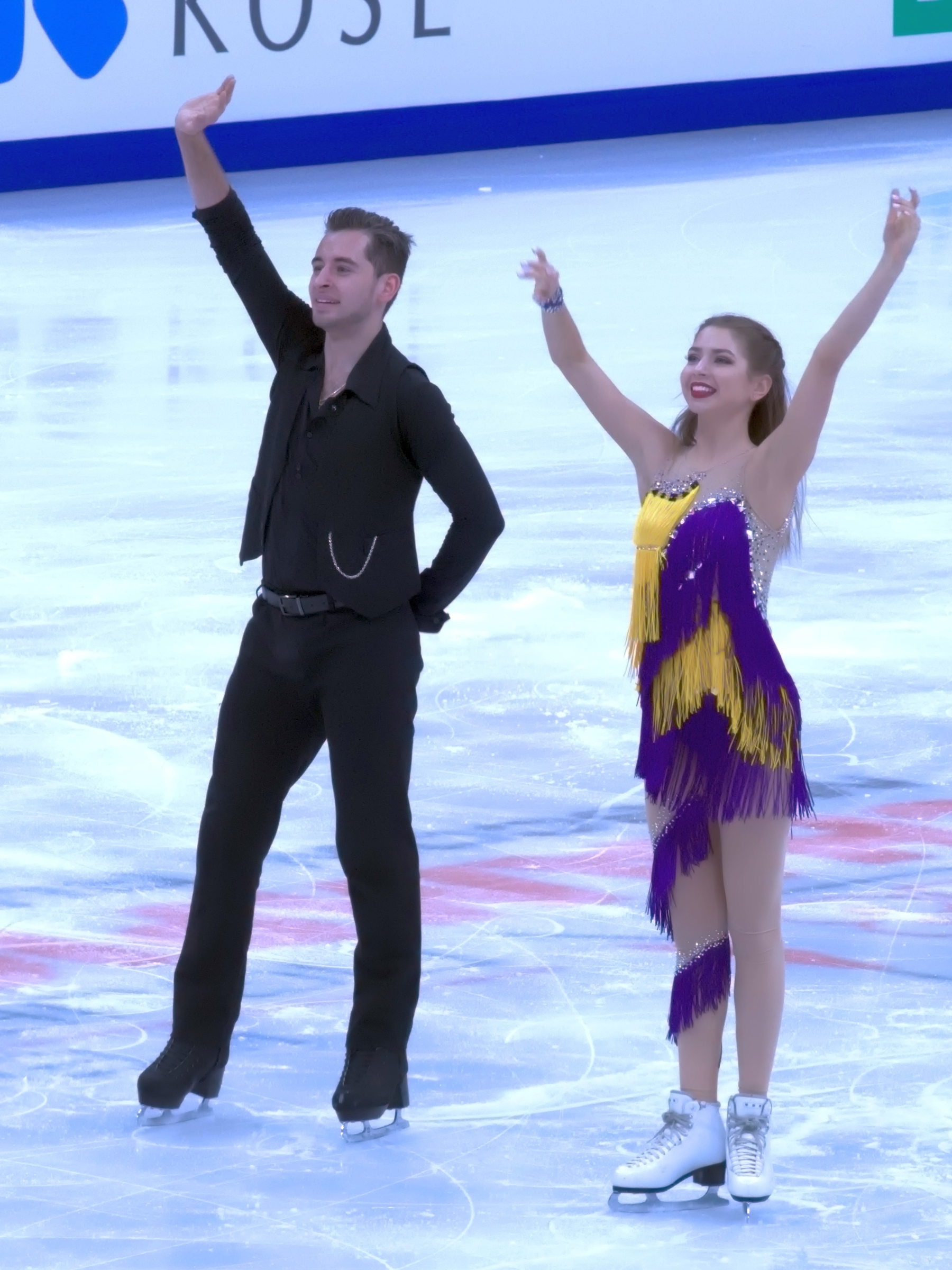
Олександра Назарова та Максим Нікітін  на Чемпіонаті Європи з фігурного катання 2018 в Москві, Росія. Оригінальна (коротка) програма.
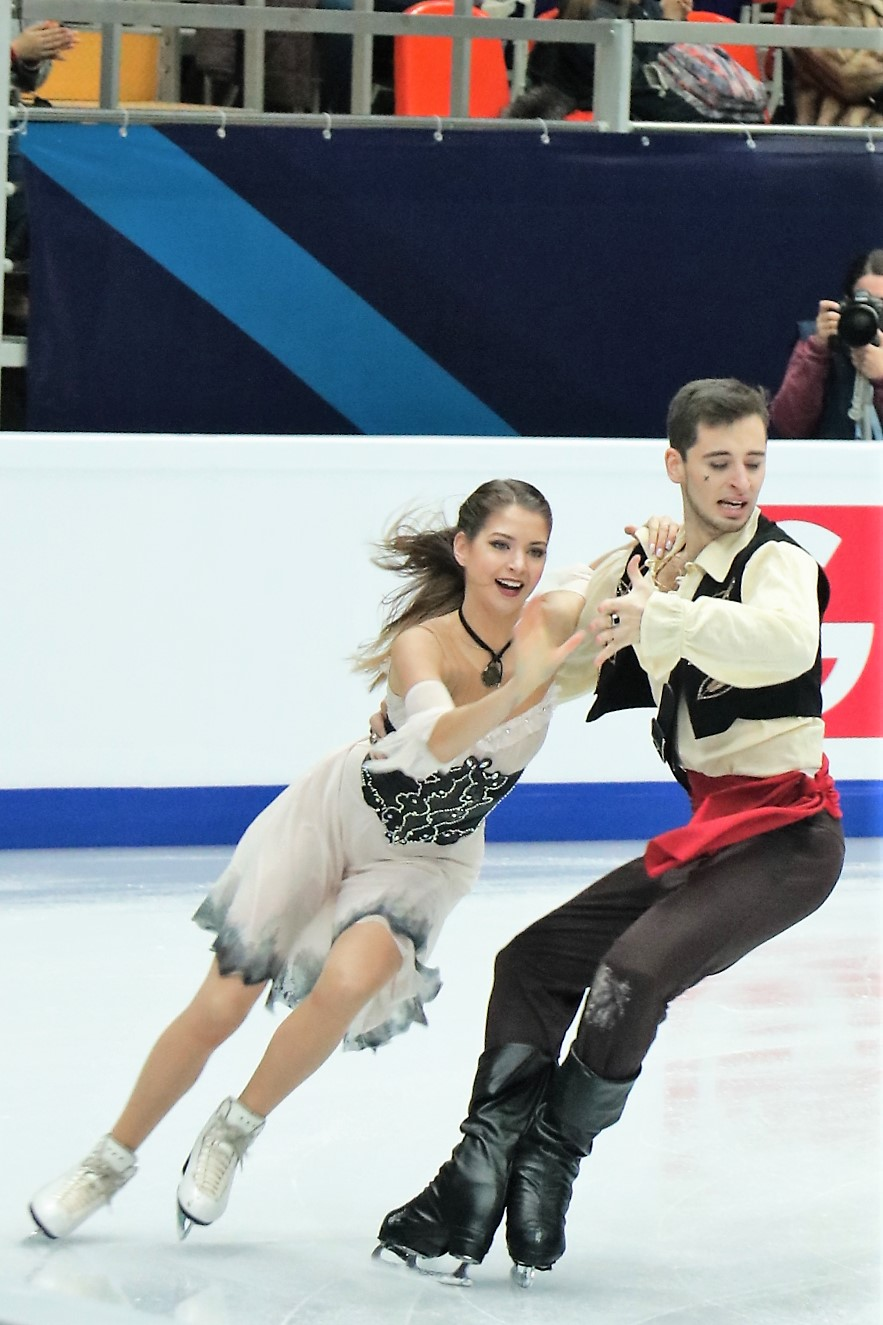
Олександра Назарова та Максим Нікітін  на Чемпіонаті Європи з фігурного катання 2018 в Москві, Росія. Довільна програма.
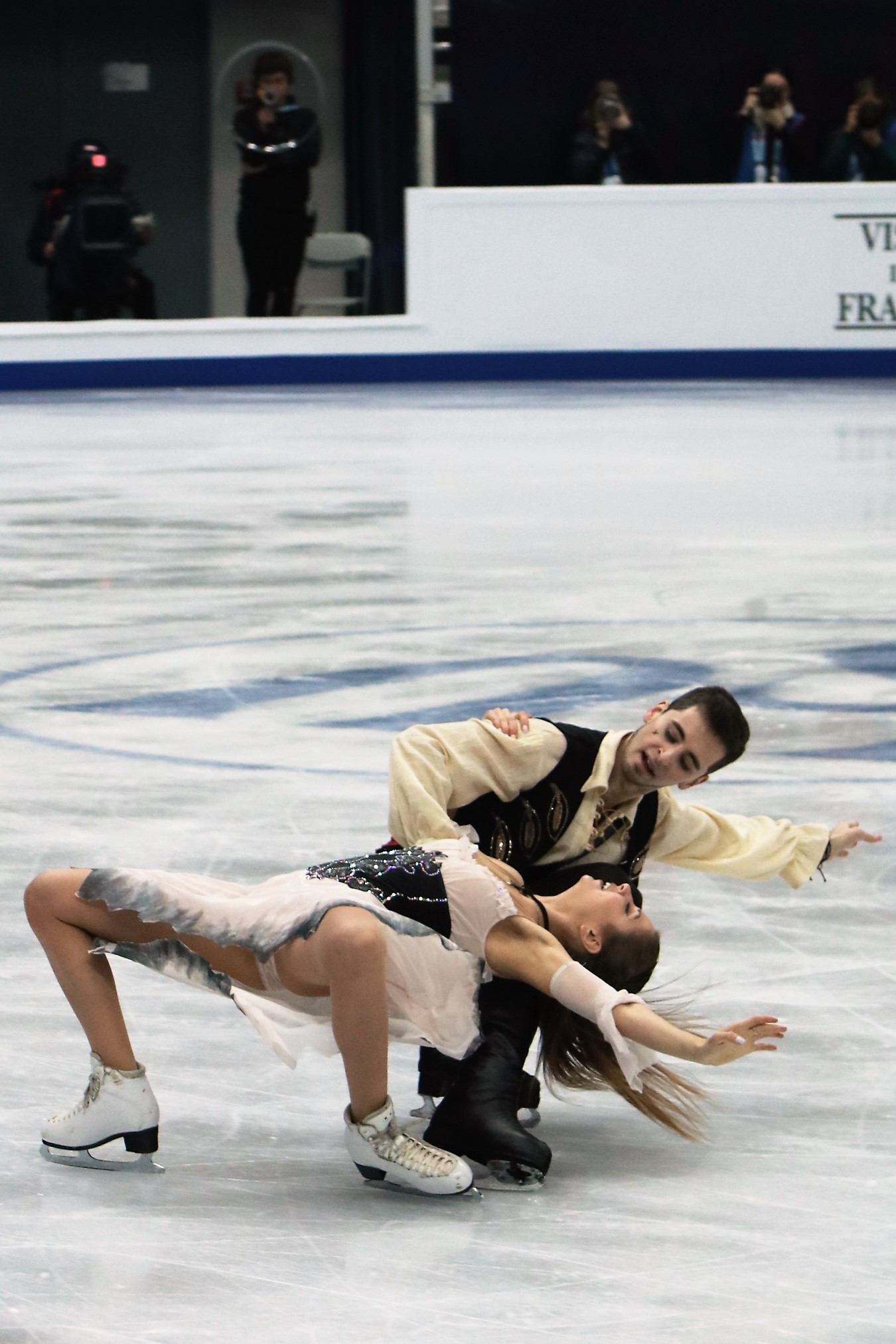
Олександра Назарова та Максим Нікітін  на Чемпіонаті Європи з фігурного катання 2018 в Москві, Росія. Довільна програма.
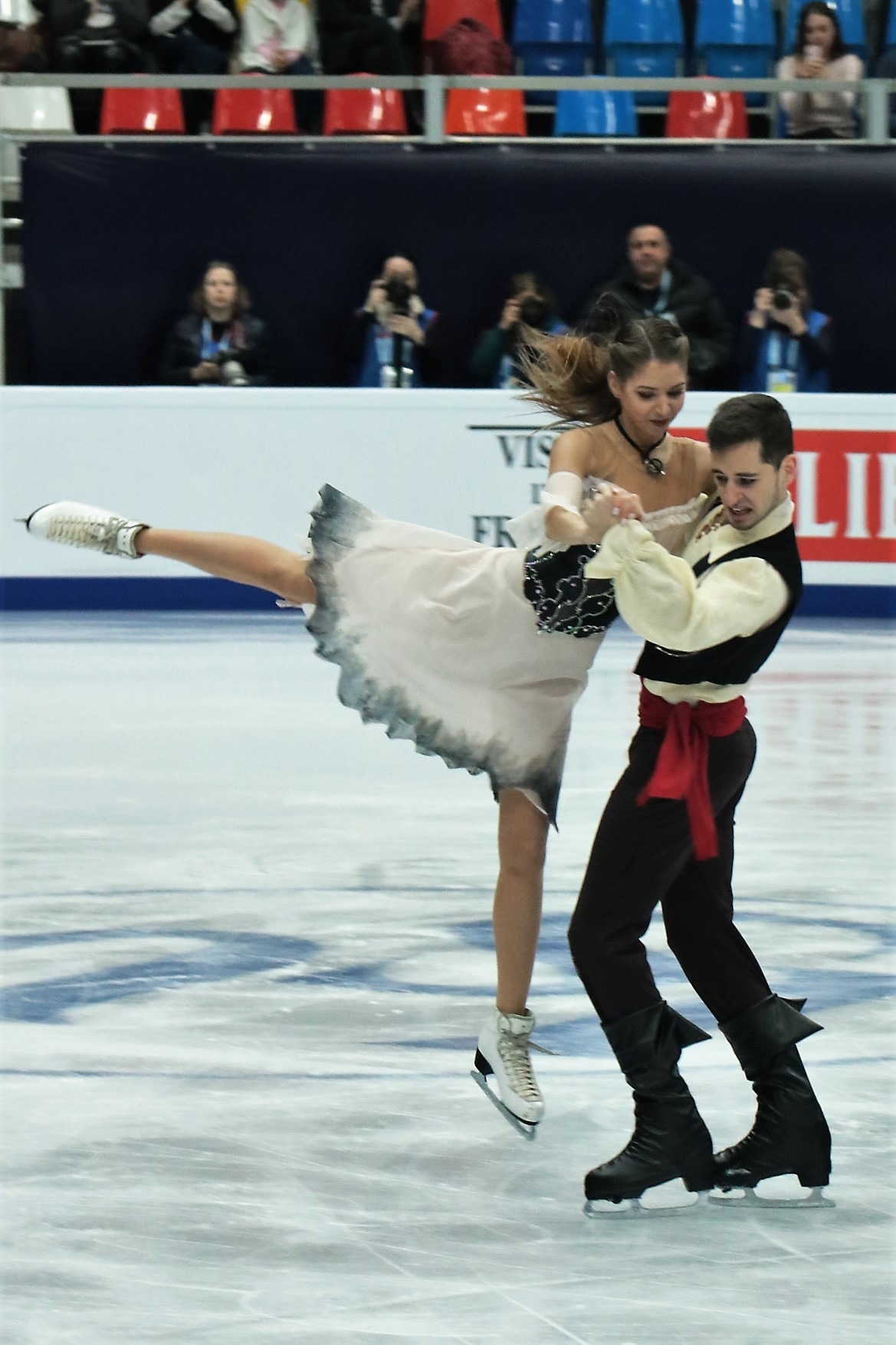
Олександра Назарова та Максим Нікітін  на Чемпіонаті Європи з фігурного катання 2018 в Москві, Росія. Довільна програма.